# Holzmühl (Freiensteinau)

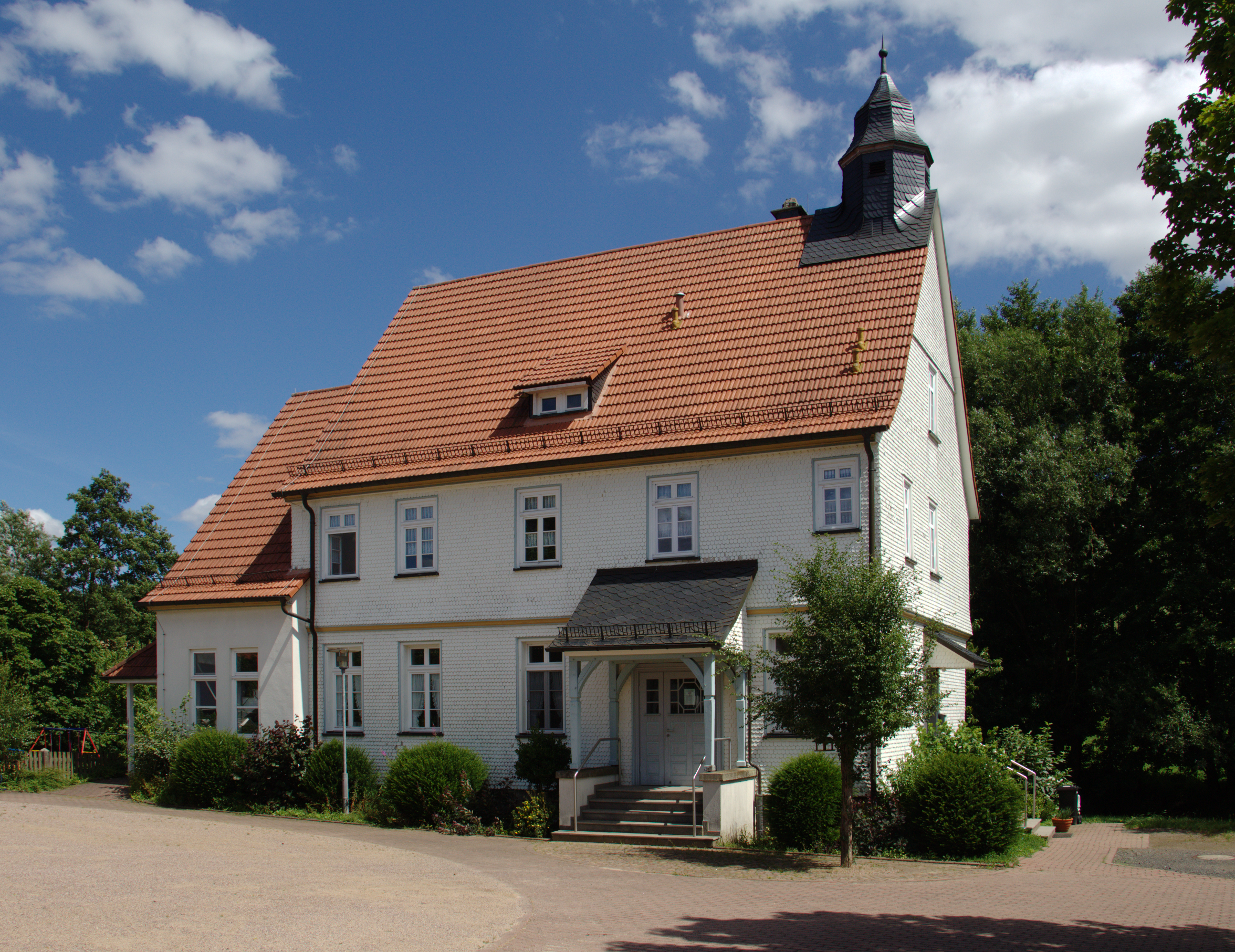
Dorfgemeinschaftshaus in Holzmühl

Holzmühl ist ein Ortsteil der Gemeinde Freiensteinau im Vogelsbergkreis in Osthessen im Bundesland Hessen in der Bundesrepublik Deutschland.

## Geografie
Holzmühl liegt an den südlichen Ausläufern des Vogelsbergs.
Der Ort grenzt im Norden an den Ort Freiensteinau, im Osten an den Ort Hintersteinau, im Süden an den Ort Neustall und im Westen an den Ort Fleschenbach.

## Ortsgeschichte

### Ortsname
Vermutlich 1544 wird der Ort als „Holzmoln“ erstmals urkundlich erwähnt. Der Ortsname Holzmühl bedeutet die „Mühle im Wald“. Das ahd. Grundwort ist „muli, mulin“ bzw. das mhd. „mül, müle“. In der Mundart wird Mühle zur „mil“. Eine Deutung, dass hier eine „Mühle älterer Art, die nicht durch Wasser, sondern durch Menschen und Thiere getrieben wurde,“ gemeint sei, wird abgelehnt.

### Neuzeit
In Holzmühl galten die Riedesel’schen Verordnungen als Partikularrecht. Das Gemeine Recht galt nur, soweit diese Verordnungen keine Bestimmungen enthielten. Dieses Sonderrecht behielt theoretisch seine Geltung auch während der Zugehörigkeit zum Großherzogtum Hessen im 19. Jahrhundert, in der gerichtlichen Praxis wurden aber nur noch einzelne Bestimmungen angewandt. Das Partikularrecht wurde zum 1. Januar 1900 von dem einheitlich im ganzen Deutschen Reich geltenden Bürgerlichen Gesetzbuch abgelöst.
Am 31. Dezember 1971 wurde der Ort in die Gemeinde Freiensteinau eingegliedert.

## Politik
Ortsvorsteher ist Andre Hämel.